# نبلدا

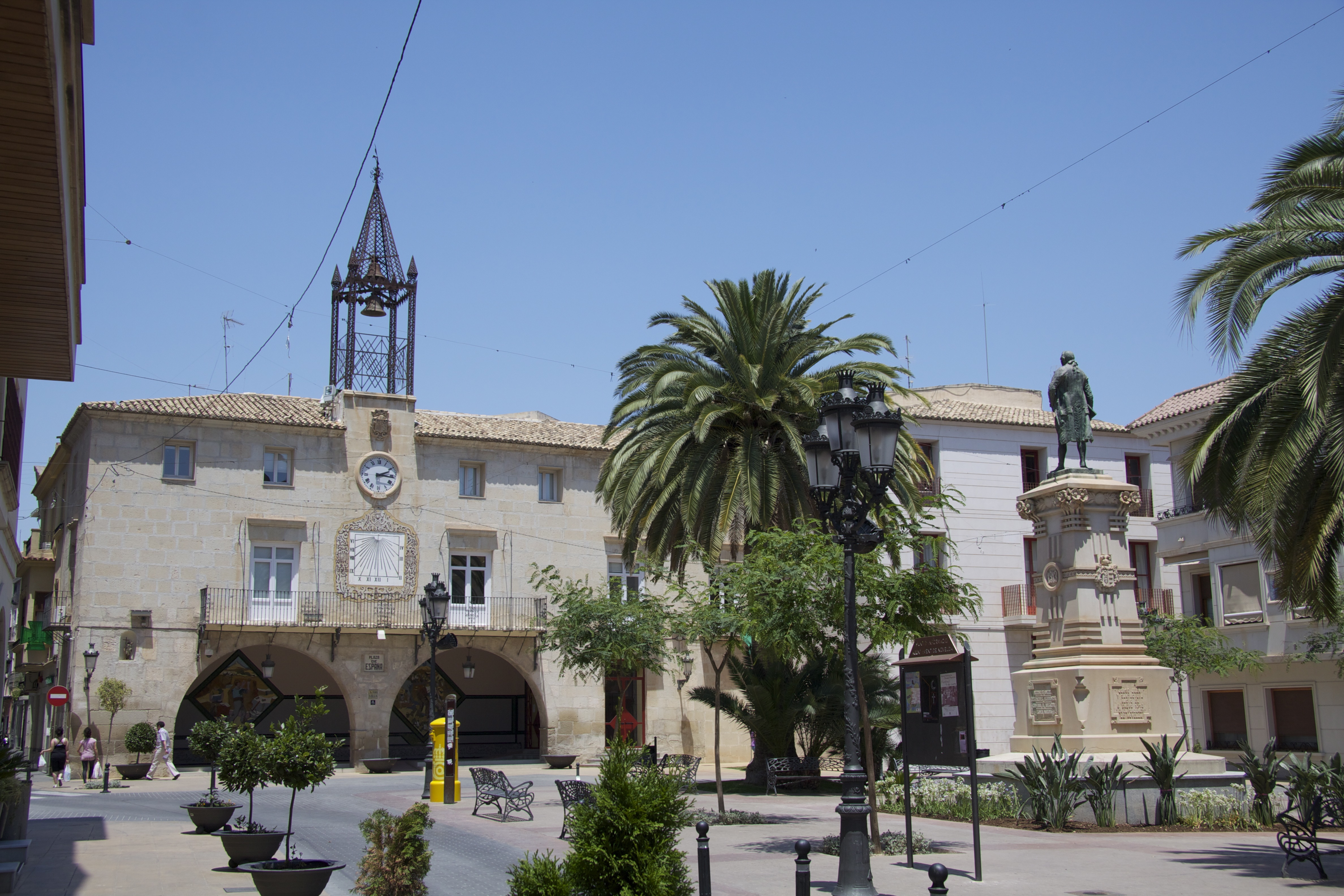
نمایی از ساختمان شورای دهستان نبلدا در استان آلیکانته - ۲۰۱۰

نبلدا دهستانی در استان آلیکانتهٔ اسپانیا است.
در این دهستان ۲۶٬۳۳۵ نفر زندگی می‌کنند. مساحت این دهستان ۷۵٫۸۶ کیلومتر مربع است.